# Знаменский, Аркадий Степанович
Аркадий Степанович Знаменский (3 марта 1898, Тобольск — 28 сентября 1982, Свердловск) — советский педагог, просветитель, краевед.

## Биография
Аркадий Степанович родился 3 марта 1898 года в семье сибирских просветителей и деятелей культуры.
Его дед Стефан Яковлевич Знаменский, священник, служил в местах поселения декабристов, со многими из них был близок по нравственным убеждениям. Дружил с М. А. Фонвизиным, И. И. Пущиным, Е. П. Оболенским, В. И. Муравьевым-Апостолом и другими декабристами. Вместе с И. Д. Якушкин были основателями двух училищ в Ялуторовске — для мальчиков и для девочек. В 40-е — 50-е годы прошлого столетия они считались лучшими просветителями в Западной Сибири. А его дядя Михаил Степанович Знаменский — русский писатель, мемуарист, литератор, художник, карикатурист, археолог, этнограф, краевед.
Отец — Степан Ильич Знаменский, тобольский архивариус. Мать — Августа Федоровна — народная учительница, и по ее стопам пошли дети — сам Аркадий, и его сестры Анфия и Екатерина.
Всего в семье было шестеро детей. После смерти отца в 1908 г. все они еще малолетними остались на руках матери.
В 1909 г. окончил курс трехклассного Тобольского приходского училища. В том же году сдав приемный экзамен, был зачислен в 1-й класс Тобольской гимназии. По материальной несостоятельности был освобожден от платы за право учения, а в седьмом и восьмом классах был зачислен на государственную стипендию.
После окончания гимназии в 1918 г. давал частные уроки по математике до октября 1919 г. С приходом Советской власти в Тобольск работал в реорганизованной школе II ступени (бывшая женская гимназия) в качестве преподавателя физики, затем перешел на работу заведующем детским домом № 2, проработав там с 1920—1921 гг.
В 1925 г. Знаменский был зачислен студентом физического факультета Томского государственного университета. Сохранилась резолюция, подписанная народным комиссаром образования А. В. Луначарским, о представлении ему стипендии. По неизвестным причинам обещанная стипендия не была назначена, сам Аркадий Степанович так и не приступил к занятиям.
Женился на Анне Андреевне Слотвинской, работавшей в том же детском доме.
«В Сургутской высше-начальной (Красной) школе А. С. Знаменский начал свою деятельность с преподавания математики и физики, но ему приходилось вести ещё и черчение, и химию, а впоследствии философию, географию, музыку, литературу, краеведение, биологию и даже астрономию. В это же время на сургутской земле при активном участии Аркадия Степановича была открыта первая музыкальная школа». Недаром в 1993 году его именем назван Колледж русской культуры г. Сургута.
В 1937 году по решению Окрисполкома Аркадий Степанович проходил научную стажировку в Москве, в физической лаборатории Центрального научно-исследовательского института. В течение двух месяцев педагог Знаменский ставил физические опыты, проводил расчеты. Результатом стало изобретение нескольких физических приборов.«Работая в физической лаборатории, он изобрел высокочувствительный ареометр, который был поставлен в серийное производство для школ Советского Союза».. Вернувшись из командировки, Знаменский уже в Сургуте изобрел еще один физический прибор. Кроме того, он своими руками изготавливал различные стеклянные трубочки для проведения уроков физики, химии и весь дидактический материал.
Автор нескольких работ по математике и методике преподавания, физик-экспериментатор, сконструировавший ряд приборов для школьных демонстраций. Известен как педагог-новатор. Многие его ученики стали видными деятелями науки и культуры. В 1956 году было опубликовано учебное пособие А. С. Знаменского «Решение задач по алгебре и геометрии графическим способом».
За многолетний педагогический труд по воспитанию подрастающего поколения и безупречную работу Аркадий Степанович Знаменский награждён почётными грамотами, медалью «За доблестный труд в годы Великой Отечественной войны» , орденом Трудового Красного Знамени (в 1949 г.) . Для лучших студентов и учащихся Сургута учреждена стипендия имени А. С. Знаменского.
Высокое звание — народный учитель ему присвоил сам народ. Аркадий Степанович Знаменский прожил 84 года. Из них — 60 лет — на сургутской земле, посвятив духовные силы своей души школе и ученикам.
Всего А. С. Знаменский осуществил 21 выпуск, многие его ученики стали видными деятелями науки и культуры, среди которых:
- Бардин Геннадий Иванович — кандидат географических наук, почётный полярник.
- Белобородов Валерий Константинович — журналист, редактор, краевед, редактор-составитель книг по истории Обь-Иртышского севера, заслуженный работник культуры Российской Федерации.
- Грязневич Петр Афанасьевич — доктор исторических наук, известный востоковед, специалист в области арабской истории и литературы.
- Конев Юрий Ефимович — доктор биологических наук, профессор, член-корреспондент Петровской академии наук и искусств.
- Показаньев Флегонт Яковлевич — ветеран Великой Отечественной войны и труда, почетный гражданин города Сургута, Заслуженный работник культуры РСФСР.
- Райшев Геннадий Степанович — самобытный художник, Заслуженный деятель культуры Ханты-Мансийского автономного округа.
- Смольников Алексей Степанович — участник Великой Отечественной войны, поэт, поэт-фронтовик и прозаик, переводчик произведений марийских и удмуртских поэтов, лауреат премии Марийского комсомола имени Олыка Ипая.

и многие другие.
Поразительно, но это факт. В селе Сургут, насчитывавшем 3 тыс. жителей, А.С.Знаменский сумел воспитать многие поколения сургутян, ставших выдающимися деятелями науки, техники и искусства.Александр Прищепа, д.и.н., профессор кафедры истории России СурГУ

## Память
- С 1993 года Сургутский колледж русской культуры носит имя А. С. Знаменского.[12]
- В 1994 году для лучших студентов и учащихся Сургута учреждена стипендия имени А. С. Знаменского.[9][13].
- Уже более 30 лет, ежегодно проводятся научно-практическая конференция «Знаменские чтения».[14]
- На территории историко-культурного центра «Старый Сургут» была открыта Школа-музей им. А. С. Знаменского.[15]